# Черепаново (Новосергієвський район)
Черепа́ново (рос. Черепаново) — село у складі Новосергієвського району Оренбурзької області, Росія.

## Населення
Населення — 89 осіб (2010; 124 у 2002).
Національний склад (станом на 2002 рік):
- росіяни — 81 %